# Cryptodesmus simillimus
Cryptodesmus simillimus är en mångfotingart som beskrevs av Filippo Silvestri 1895. Cryptodesmus simillimus ingår i släktet Cryptodesmus och familjen Cryptodesmidae. Inga underarter finns listade i Catalogue of Life.